# Christian Bruce
Christian Bruce (auch Christina) († 1356) war eine schottische Adlige.

## Herkunft und frühe Ehen
Christian Bruce entstammte der schottischen Adelsfamilie Bruce. Sie war eine Tochter von Robert de Brus, Earl of Carrick und dessen Frau Marjorie. Es wird angenommen, dass sie in den 1290er Jahren mit Gartnait, 7. Earl of Mar verheiratet wurde, wobei eine Reihe von Gründen dagegen sprechen. Zum einen wurde sie nie als Countess of Mar bezeichnet oder Christian of Mar genannt. Ihr Sohn aus der Ehe soll Donald, 8. Earl of Mar gewesen sein, doch als beide nach 1306 in englischer Gefangenschaft waren, nahmen sie nie Kontakt zueinander auf. Nach dem Bericht von Abt Walter Bower († 1449) soll Gartnait ausdrücklich die älteste Tochter von Brus geheiratet haben. Christian hatte mehrere Schwestern und war sicher nicht die älteste von ihnen. Zwar war Christian später im Besitz von Kildrummy Castle, dem Zentrum des Earldom of Mar, doch es ist unbekannt, wie sie in Besitz der Burg gekommen ist. Gesichert ist dagegen, dass Christian vor 1305 Sir Christopher Seton geheiratet hat, einen Ritter mit Besitzungen in Annandale und in Nordengland. Er unterstützte 1306 die Rebellion von Christians Bruder Robert Bruce, der sich als Robert I. zum König der Schotten erklärt hatte. Seton geriet in englische Gefangenschaft und wurde hingerichtet. 

## Gefangenschaft in England

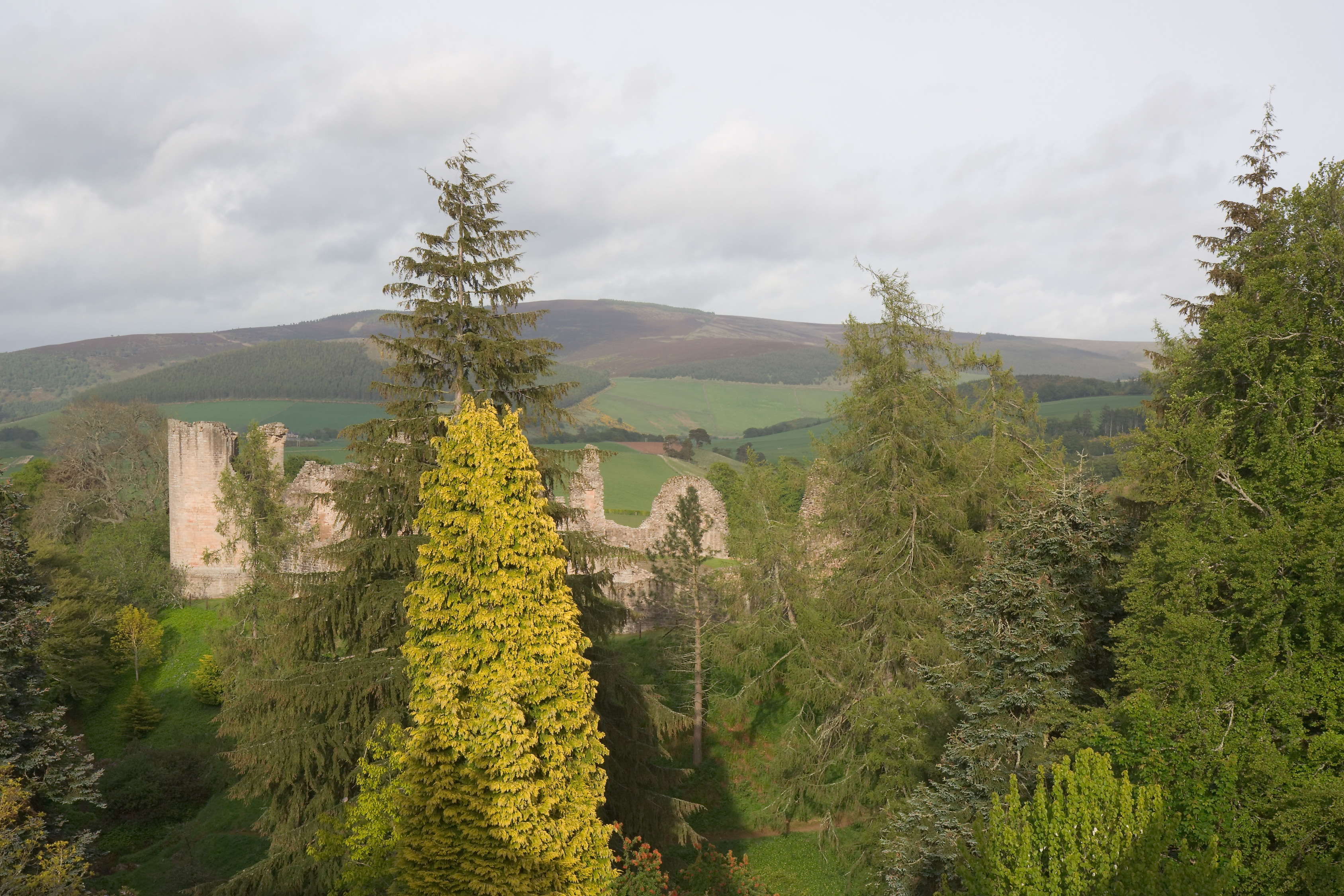
Die Ruine von Kildrummy Castle, das 1335 erfolgreich von Christian Bruce verteidigt wurde

Möglicherweise war Christian im März 1306 bei der Krönung ihres Bruders in Scone anwesend. Nach der Niederlage in der Schlacht bei Methven im Juni 1306 flüchtete Bruce mit seiner Familie nach Westschottland. Nach der Niederlage bei Dalry im Juli oder August 1306 trennte sich Bruce von seiner Familie, die unter der Führung des Earl of Atholl nach Nordschottland flüchtete. Atholl, Christian, ihre Schwester Mary, ihre Nichte Marjorie, Königin Elizabeth, die Frau von Bruce und die Countess of Buchan suchten erst in Kildrummy Castle Zuflucht. Von dort flüchteten sie weiter nach Norden, vermutlich, um die Sicherheit der unter norwegischer Hoheit stehenden Orkneys zu erreichen. Christians Schwester Isabella Bruce war norwegische Königin. Als die Gruppe jedoch Tain erreichte, wurde sie vom Earl of Ross gefangen genommen. Ross lieferte seine Gefangenen dem englischen König Eduard I. aus. Dieser ließ Christian im Gilbertinerinnenkloster Sixhills in Lincolnshire inhaftieren. Verhandlungen über einen Austausch blieben erfolglos. Erst nach der englischen Niederlage in der Schlacht von Bannockburn 1314 wurde Christian vor Mitte Februar, spätestens vor 23. März 1315 gegen englische Gefangene ausgetauscht und kehrte nach Schottland zurück.

## Ehe mit Andrew Murray, späteres Leben als Witwe und Tod
Nach ihrer Freilassung heiratete Christian zunächst nicht erneut. Ihr Bruder Robert I. überließ ihr Besitzungen in Garioch in Aberdeenshire, die ein Teil des Familienerbes von David, Earl of Huntingdon waren. Spätestens 1324 ließ Christian in Dumfries, wo ihr erster Mann Christopher Seton hingerichtet worden war, zu seinem Andenken eine Kapelle bauen. Für diese stiftete Robert Bruce am 31. Dezember 1324 eine jährliche Messe zum Gedenken an Seton. Anfang 1323 war Christian möglicherweise die Schwester des Königs, die mit dem englischen Militär Andrew Harclay, 1. Earl of Carlisle verheiratet werden sollte, als dieser Friedensverhandlungen mit Schottland führte. Da Harclay aber eigenmächtig und ohne Genehmigung des englischen Königs Eduard II. gehandelt hatte, ließ dieser ihn hinrichten. Schließlich heiratete Christian 1326 in zweiter Ehe Sir Andrew Murray, der wesentlich jünger als sie war. 1331 nahm sie an der Krönung ihres Neffen David II. in Scone teil. Als es 1333 zu einem neuen Krieg mit England kam, wurde ihr Mann als Guardian of Scotland Regent für den minderjährigen David II. Er vertraute ihr Kildrummy Castle an, das sie 1335 erfolgreich gegen den Earl of Atholl, den nordschottischen Kommandanten des von England unterstützten Thronanwärters Edward Balliol, verteidigte. Ihr Mann zog daraufhin mit einer Armee nach Norden und schlug Atholl in der Schlacht von Culblean. Auch nach dem Tod ihres Mannes 1338 behielt Christian die Verwaltung von Kildrummy Castle. 1342 war Königin Johanna, die Frau ihres Neffen David II., bei ihr zu Gast. Um Christian ein angemessenes Einkommen zu geben, überließ ihr der König unter anderem die Zolleinkünfte von Aberdeen. Sie starb wahrscheinlich über siebzigjährig 1356 und wurde in Dunfermline Abbey beigesetzt.